# Ники Керамеос
Ники Константину Керамеос (на гръцки: Νίκη Κωνσταντίνου Κεραμέως) е гръцка юристка и политик, депутат и министър от Нова демокрация.

## Биография
Родена е на 18 юли 1980 година в Солун. Дъщеря е на видния юрист Константинос Керамевс. Получава бакалавърска степен по международно право в Университета Париж II (Пантеон-Асас) и след това в същия университет става магистър по международно право и арбитраж. След това става магистър по право със специализация в арбитражното право от Харвард.
Работи като асистент в Парижкия университет II (Пантеон-Асас). След това работи като адвокат в базираната в Ню Йорк адвокатска кантора „Крават, Суейн & Муур“. От 2007 година работи като адвокат в Гърция.
Членка е на Адвокатската колегия в Атина и Ню Йорк и съдружник в кантората „Керамевс & Партнърс“.
През 2014 година е членка на комисията за изготвяне на единна законодателна рамка за организацията, функционирането и контрола на неправителствените организации. През януари 2015 година е избрана за депутат от Нова демокрация и запазва депутатското си място и на изборите през септември същата година. От март 2015 година до януари 2016 година е ръководител на отдел „Административна реформа и електронно управление“ на Нова демокрация, а от януари до ноември 2016 година е парламентарен говорител на „Нова демокрация“. От ноември 2016 година тя отговаря за отдела за образование, изследвания и религии на Нова демокрация.
На изборите през 2019 година е избрана за депутат от Атина В 1 и на 9 юли става министър на образованието и религиите в правителството на Константинос Мицотакис.